# 非洲爪蟾卵母细胞表达技术

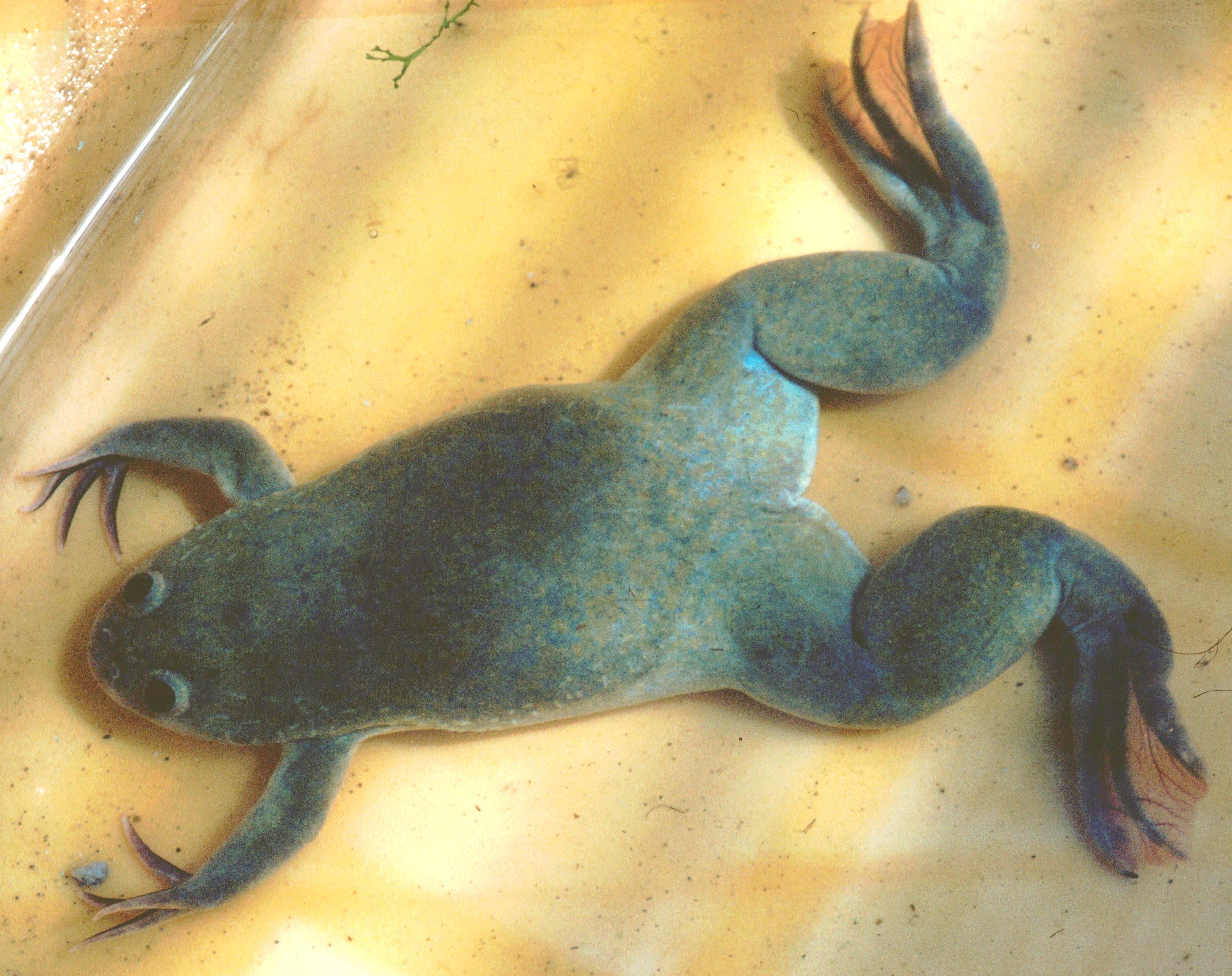
Xenopus laevis

非洲爪蟾卵母细胞表达系统（Xenopus laevis oocyte expression system）是一种被广泛应用的异源蛋白表达平台，用于研究离子通道蛋白、受体蛋白、转运蛋白等的功能。这项技术通过显微注射法将目的基因的mRNA或cRNA注射进非洲爪蟾（Xenopus laevis）雌性个体的卵母细胞中。非洲爪蟾细胞具有体积大（直径约1~1.3 mm）、稳定性好、易于进行注射操作，以及其背景离子通道较少等特点，非常适合进行电生理和功能研究。
爪蟾卵母细胞除了具有以上提及的特点外，还拥有方便制取、存活时间长等优点，同时爪蟾卵母细胞还可以与多种实验手段联合使用，如TEVC（两电极电压钳技术）、CO-IP（蛋白质免疫共沉淀）等。因此经常被用来选用作为模式细胞。

## 原理
该技术的基本思想是将目标基因的mRNA或cRNA（合成RNA）注射到卵母细胞中，让它们在细胞内翻译成目标蛋白，之后对这些蛋白进行功能分析（如电生理测定、蛋白定位、激活响应等）。

## 应用场景
该系统目前在植物科学领域被广泛应用于探究离子通道蛋白的形成机制，如在一篇题为《A wheat tandem kinase and NLR pair confers resistance to multiple fungal pathogens》的研究论文中，研究者利用该技术研究一种非典型的NLR蛋白WTN1在与串联激酶WTK3发生互作后在细胞膜上形成钙离子通道。